# الزوجان (قصة قصيرة)
الزوجان (بالألمانية: Das Ehepaar) قصة قصيرة ألمانية من تأليف الكاتب التشيكي فرانز كافكا، كتبها في الفترة بين شهري أكتوبر ونوفمبر من العام 1920، وظهرت للمرة الأولى في عام 1931 بعد وفاة كافكا بسبع سنين في مجموعة من قصصه القصيرة تحت عنوان «سور الصين العظيم» (Beim Bau der Chinesischen Mauer) قام بتجميعها صديقه ماكس برود ونشرها في برلين. نشرت الترجمة الإنجليزية الأولى في عام 1933 في لندن.
على الرغم من أن النقاد يلاحظون أن كافكا دائماً ما يصور المرأة على أنها جذابة مغوية وقوة مدمرة، إلا أنها تظهر في هذه القصة مخلصة وقوة وقائية.

## القصة
القصة تدور حول رجل أعمال مفلس، أصيب بالملل من الأعمال التي يقوم بها يومياً في المكتب، فيقرر الالتقاء بأحد زبائنه شخصياً وهو رجل عجوز اسمه "N" تربطه بالراوي علاقات شخصية وتجارية في السابق. يجد رجل الأعمال صديقه القديم "N" في منزله ويلاحظ كيف تقدم في السن وأصبح ضعيفاً هزيلاً فقد أصابه المرض والعجز، ولكن لا يزال في كامل قواه العقلية كأي وقت مضى فلم يقبل كما كان يأمل الراوي بالعروض التي طرحها له. عوضاً عن ذلك، فإن زوجة "N" على الرغم من أنها تقدمت في السن أيضاً إلا أنها لا تزال في صحة جيدة وهي كثيرة الحذر كذلك ولا يبدو أنها ستتوانى عن حماية زوجها. عند نقطة من الحوار كان يبدو أن الرجل العجوز ميتاً، إلا أنه في الواقع نائم فقط.

## وصلات خارجية
- الزوجان، على الفهرس العالمي.
- الزوجان، على كتب جوجل.
- الزوجان، على جود ريدز.
- الزوجان، على ويكي مصدر الألمانية.
- الزوجان، على AbeBooks.